# Osznawije
Osznawije (perski: اشنويه) – miasto w Iranie, w ostanie Azerbejdżan Zachodni. W 2006 roku miasto liczyło 29 896 mieszkańców w 6572 rodzinach.